# Sheila Hicks
Sheila Hicks (Hastings, Nebraska, 1934) es una artista estadounidense. Es conocida por sus tejidos innovadores y experimentales, y por cómo incorpora en su arte textil escultórico colores distintivos, materiales naturales y narraciones personales. Se la considera como la mejor artista textil viviente.

## Biografía
Sheila Hicks estudió una licenciatura y una maestría en la Escuela de Arte de la Universidad Yale (1954-1959). Algunos de sus maestros fueron Josef Albers, Rico Lebrun, Bernard Chaet, George Kubler, George Heard Hamilton, Vincent Scully, José de Riviera, Herbert Mather, Norman Ives y Gabor Peterdi. Su tesis sobre textiles preincaicos fue supervisada por el arqueólogo Junius Bird del Museo Americano de Historia Natural de Nueva York y la artista Anni Albers.
Recibió la beca Fulbright para viajar a Chile entre 1957 y 1958, fotografiando sitios arqueológicos en los Andes y viajó a la región volcánica de Villarrica, la isla de Chiloé y Tierra del Fuego, que continúa influyendo en su trabajo.
En 1959, Henri Peyre, profesor Emérito de la Universidad de Yale, seleccionó a Hicks para una beca de estudios en Francia (1959–1960), donde pudo trabajar con el académico y etnólogo en textiles precolombinos Raoul D'Harcourt.
Posteriormente, Hicks se mudó a Taxco el Viejo, México, donde comenzó a tejer, pintar y enseñar en la Universidad Nacional Autónoma de México (UNAM) por invitación de Mathias Goeritz, quien también le presentó a los arquitectos Luis Barragán y Ricardo Legorreta Vilchis.
Realizó un gran número de fotografías con su Rolleiflex. Sus temas incluyeron la arquitectura de Félix Candela y algunos otros artistas en activo de México.
Desde 1964, Hicks vive y trabaja en París, Francia.

## Carrera

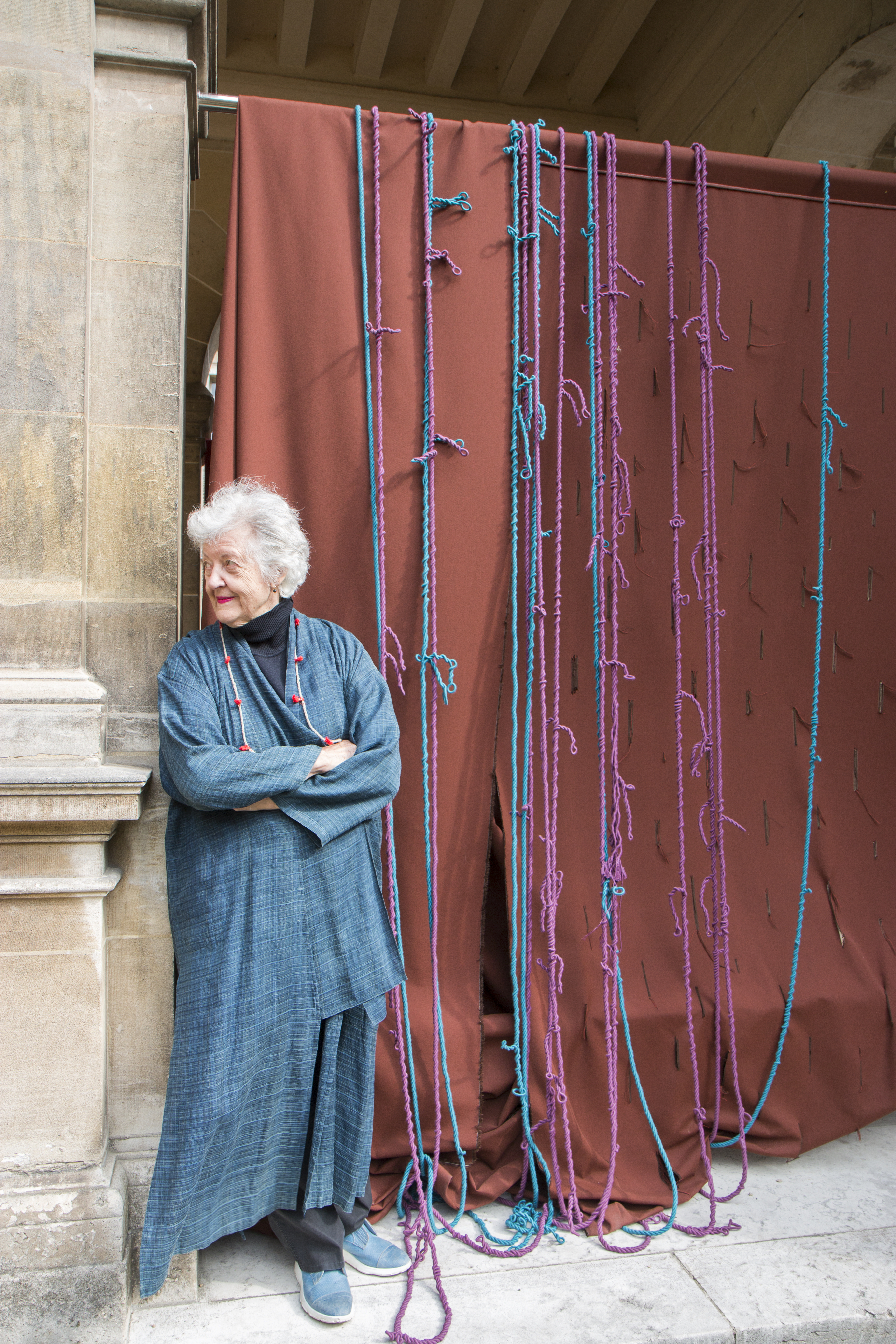
Sheila Hicks en el Museo Carnavalet de París en 2016. Fotografía de Cristobal Zanartu.

El arte de Hicks abarca desde lo minúsculo hasta lo monumental y sus materiales varían tanto como el tamaño y la forma del trabajo que realiza. Al comenzar su carrera como pintora, se ha mantenido cerca del tema del color, usándolo como un lenguaje que construye, teje y envuelve para la creación de sus obras.
Incorpora diversos materiales en sus minimes, tejidos en miniatura hechos en telar de madera. Estos pueden incluir fideos transparentes, trozos de pizarra, conchas de almejas, cuellos de camisas, madejas de hilos de bordar, elásticos, cordones de zapatos y calcetines. Sus instalaciones temporales han incorporado miles de "fajas" hospitalarias, telas o bandas de nacimiento para recién nacidos, camisas para bebés, blusas azules de enfermeras y camisas del ejército de color caqui, así como sábanas de lana de las monjas carmelitas.
El trabajo de Hicks se caracteriza por su examen directo de las prácticas de tejido indígena en sus propios países de origen. Esto le ha llevado a viajar por los cinco continentes, estudiando la cultura local en México, Francia, Marruecos, India, Chile, Suecia, Israel, Arabia Saudita, Japón y Sudáfrica, desarrollando relaciones con diseñadores, artesanos, industriales, arquitectos, líderes políticos y culturales.
En 2007, el libro Sheila Hicks: Weaving as Metaphor, diseñado por Irma Boom para acompañar la exhibición del mismo nombre en el Bard Graduate Center, fue nombrado "El libro más hermoso del mundo" en la Feria del libro de Leipzig.
En 2010, una retrospectiva de los 50 años de carrera de Hicks se presentó en la Galería Addison en Andover, Massachusetts, con sedes adicionales en el Instituto de Arte Contemporáneo (ICA) de Filadelfia y en el Mint Museum en Charlotte, Carolina del Norte. Se incluyeron tanto sus obras en miniatura (sus "minimes") como sus esculturas a gran escala.
El trabajo de Hicks se puede encontrar en colecciones privadas y públicas, entre ellas: Ford Foundation de Nueva York, 1967; Georg Jensen Center for Advanced Design de Nueva York; aviones Boeing 747 de Air France, 1969–1974; TWA terminal en el aeropuerto JFK de Nueva York, 1973; CBS (Columbia Broadcasting System) de Nueva York; Instituto de Tecnología de Rochester de Nueva York; Banque Rothschild, París, Francia; Francis Bouygues, París, Francia; IBM, París, Francia, 1972; Kodak, París, Francia; Fiat Tower, París, Francia; MGIC Investment Corporation de Milwaukee, Wisconsin; Universidad Rey Saúd de Riad, Arabia Saudita, 1983; Kellogg's, Míchigan; Fuji City, Cultural Center, Japón, 1999; Institute for Advanced Study, Princeton, Nueva Jersey; Target Headquarters, Minneapolis, Minnesota, 2003; SD26 Restaurant de Nueva York, 2009; Ford Foundation (reconstruida) de Nueva York, 2013–2014; Fondation Louis Vuitton, Boulogne, Francia, 2014–2015.
En 2013, su pilar Inquiry/Supple Column de 18 pies de altura fue incluido en la Whitney Biennial.
En 2017, Hicks tuvo una exposición individual en la galería Alison Jacques de París. También participó en la Bienal de Venecia de 2017, Viva Arte Viva, del 13 de mayo al 26 de noviembre de 2017.
Del 7 de febrero al 30 de abril de 2018, Hicks realizó la exposición individual Life Lines en el Centro Pompidou que incluyó más de 100 de sus obras.

### Exposiciones en solitario

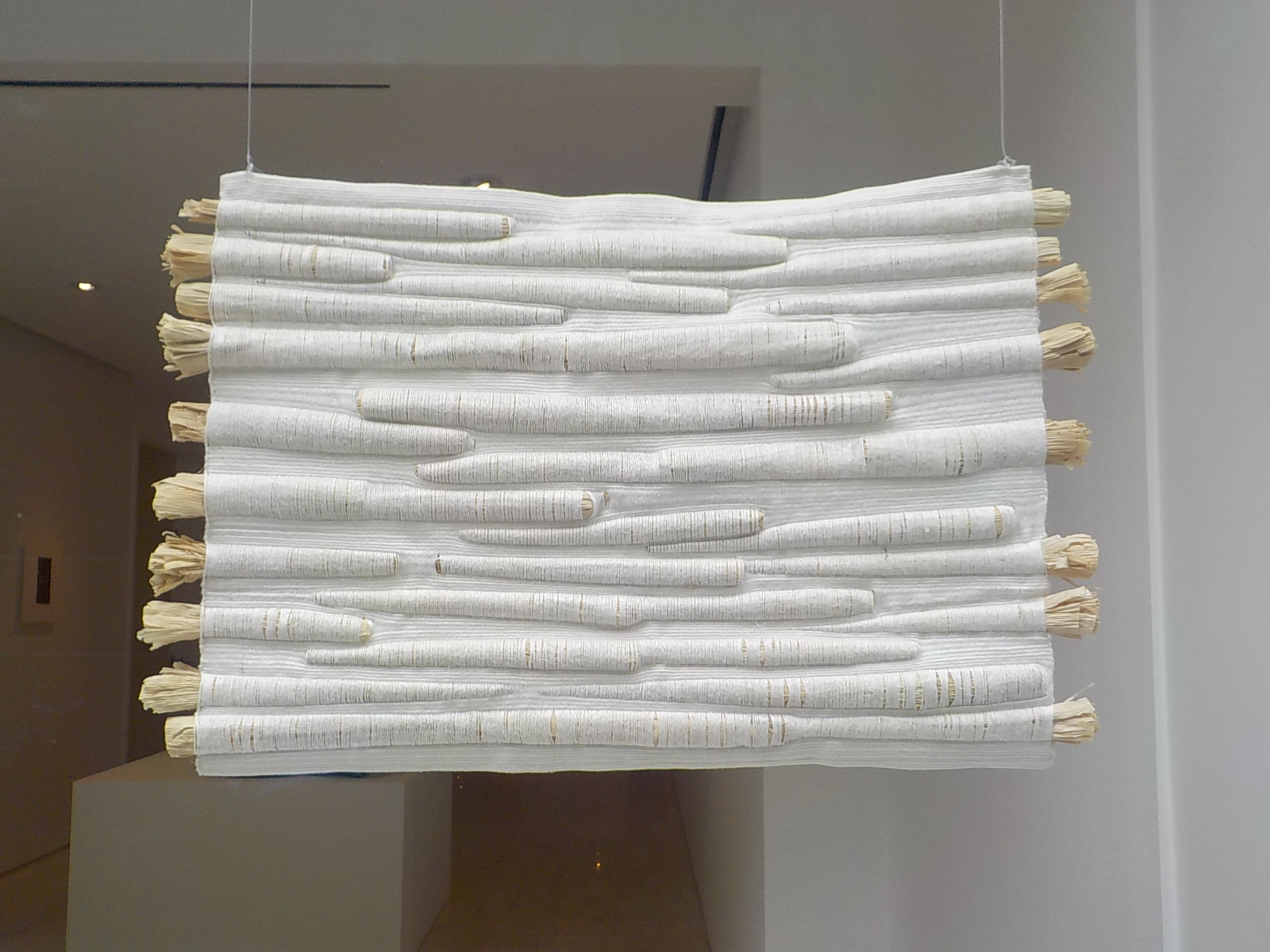
Exposición de 2019 en la galería Demisch Danant, ciudad de Nueva York.

- 1958: "Tejidos", Museo Nacional de Historia Natural, Santiago, Chile.
- 1958: "Pinturas de S.A.W. Hicks — fotografías de Sergio Larrain", Museo de Bellas Artes, Santiago, Chile.
- 1961: "Tejidos — Sheila Hicks", Galería Antonio Souza, México.
- 1963: "The Textiles of Sheila Hicks", Instituto de Arte de Chicago, Illinois.
- 1963-1966: "Sheila Hicks", Knoll International, Núremberg, Düsseldorf, Hamburgo, Colonia, Berlín, Fráncfort, Stuttgart, Alemania; Basel, Suiza.
- 1965: "Woven Forms and Sculpture: Sheila Hicks", Interiors International (Knoll), Londres, Inglaterra.
- 1965: "Gewebte Formen", Landesmuseum, Oldenburg, Alemania.
- 1970: "Fete du Fil", Institut franco-américain de Rennes, Francia; Forme en Faden, Buchholz Gallery, Múnich, Alemania; Biblioteca Americana, Bruselas, Bélgica.
- 1971: "Formes de Fil", Musée des Beaux-Arts, Brest, Francia.
- 1972: "Fils Dansants, Tapis aux Murs de Sheila Hicks", Centro Cultural Americano, Dakar, Senegal; Abidjan, Côte d'Ivoire; American Center, Milán, Italia.
- 1974: "Sheila Hicks", Museo Stedelijk, Ámsterdam, Países Bajos.
- 1976: "Tapisserie Mise en Liberte; Ancient Peruvian Textiles and the Work of Sheila Hicks", Maison de la Culture, Rennes, Francia.
- 1977: Museo de Arte Contemporáneo de Belgrado; Museo de Arte, Skopje, Macedonia; Museo de Arte Contemporáneo, Dubrovnik, Yugoslavia; Biblioteca Americana, Bucarest, Rumania.
- 1978: "Tons and Masses, Sheila Hicks", Lunds Konsthall, Lund, Suecia.
- 1979: "Suite Ouessantine", Musée de Beaux-Arts, Brest, Francia.
- 1979: "Inhabited", American Center, París, Francia.
- 1980: "Free Fall", Museo de Israel, Jerusalén, Israel.
- 1980: "Small Jump", American Cultural Centre, Tel Aviv, Israel.
- 1981: "Carte Blanche", Musée des Beaux Arts, Rennes, Francia.
- 1987: "Textile, Texture, Texte", Musée de Beaux Arts, Pau, Francia.
- 1991: "Soft Logic", Centro de Artes de Seúl, Seúl, Corea; Centre Culturel Francais, Seúl, Corea.
- 1992: "Cultural Exchange", Walker's Point Center of the Arts, Milwaukee, Wisconsin.
- 1992: "Sheila Hicks v Prague", Umeleckoprumyslove Muzeum, Praga, Checoslovaquia.
- 1993: "Small Works", Saka Gallery, Tokio, Japón.
- 1994: "Textile Magiker: Sheila Hicks-Junichi Arai", Textile Museet, Boras, Suecia.
- 1996: "Art of Sheila Hicks", Museum of Nebraska Art, Kearney, Nebraska.
- 1997: "Sheila Hicks: The Making of a Doncho", Municipal Cultural Center Gallery, Kiryu, Gunma, Japón.
- 1999: "Sheila Hicks: Seeds to the Wind", Contemporary Art Center of Virginia, Virginia Beach, Virginia.
- 2006: "Sheila Hicks: Weaving as Metaphor", Bard Graduate Center, Nueva York.[7]
- 2007: Entrelacs de Sheila Hicks. Textiles et vanneries d'Afrique et d'Océanie de la collection Ghysels, Passage de Retz, París, Francia.
- 2008: "Sheila Hicks Minimes: Small Woven Works", Davis & Langdale Company, Inc. Nueva York.
- 2010: "Sheila Hicks: 50 Years", Addison Gallery of American Art, Andover, Massachusetts. Instituto de Arte Contemporáneo de Filadelfia, PA, y Mint Museum, Charlotte, NC.[9]
- 2010: Sheila Hicks: Hors norms, sculptures textiles, Passage de Retz, París, Francia.
- 2011: "Sheila Hicks - One Hundred Minimes", The Museum of Decorative Arts (UPM), Praga, República Checa.
- 2011: "Sheila Hicks - 100 Minimes", Boijmans van Beuningen Museum, Róterdam, Países Bajos.
- 2012: "Sheila Hicks", Sikkema Jenkins & Co., Nueva York.
- 2013: "Pêcher dans la Rivière", Alison Jacques Gallery, Londres, Reino Unido.
- 2014: "Sheila Hicks", Sikkema Jenkins & Co., Nueva York.
- 2014: "Sheila Hicks: Unknown Data", Galerie Frank Elbaz, París, Francia.
- 2015: "Sheila Hicks: Foray into Chromatic Zones", Hayward Gallery, Londres, Reino Unido.
- 2016: "Si j'étais de laine, vous m'accepteriez?" Galerie Frank Elbaz, París, Francia.
- 2016: "Sheila Hicks: Material Voices", Joslyn Art Museum Omaha, Nebraska.
- 2016: "Sheila Hicks, Hilos libres. El textil y sus raíces prehispánicas, 1954-2017" (Free thread. The textile and its prehispanic roots [Hilo libre. El textil y sus raíces prehispánicas], 1954-2017), Museo Amparo, Puebla, México.
- 2017: Galleria Massimo Minini, Brescia, Italia.
- 2017: "Stones of Peace", Alison Jacques Gallery, Londres, Reino Unido.
- 2017: "Hop, Skip, Jump, and Fly: Escape From Gravity", High Line, Nueva York.[14]
- 2018: "Sheila Hicks: Lignes de Vie", Centre Pompidou, París, Francia.[15]
- 2018: Sheila Hicks: Migador, Magasin III Museum & Foundation for Contemporary Art, Jaffa, Israel.
- 2018: Panta Rhei, Sheila Hicks, Judit Reigl, Galerie Nächst St. Stephan, Wein, Austria.
- 2019: Sheila Hicks: Reencuentro, Museo Chileno de Arte Precolombino, Santiago, Chile.[16]
- 2020: Blanc sur Blanc, con Jean Arp, Lucio Fontana, Diego Giacometti,  Sol LeWitt, Sally Mann, Cy Twombly, Andy Warhol..., Galería Gagosian, París.[17]

## Premios y reconocimiento
- 1957–1958: Programa Fulbright. Beca artística en Chile.
- 1959–1960: Fribourg. Beca de estudios artísticos en Francia.
- 1975: Instituto americano de Arquitectos. Medalla.
- 1980: Middlebury College, H.W. Profesora de arte invitada, distinción Janson.
- 1983: Consejo de Oficio americano (Nueva York). Beca.
- 1984: Escuela de Diseño de Rhode Island (Providence). Doctorado honoris causa.
- 1985: Academia francesa de Arquitectura (París, Francia). Medalla de plata en Bellas artes.
- 1987: Orden de las Artes y las Letras (París, Francia). Chevalier.
- 1993: Orden de las Artes y las Letras (París, Francia). Oficial.
- 1997: American Craft Council. Medalla de oro.
- 2007: Museo Textil (Washington). Homenaje a 25 años de trayectoria.
- 2010: Archivos de Arte Americano del Instituto Smithsoniano. Premio a la Trayectoria.
- 2014: École des Beaux-Arts (París, Francia). Doctorado honoris causa.
- 2019: Universidad Yale. Doctorado honoris causa.[18]